# Чарльз Голройд
Сер Чарльз Голройд (англ. Charles Holroyd; 9 квітня 1861 — 17 листопада 1917) — англійський художник і куратор. Хранитель галереї Тейт з 1897 по 1906 рік і директор Національної галереї з 1906 по 1916 рік.

## Біографічні відомості

### Ранні роки

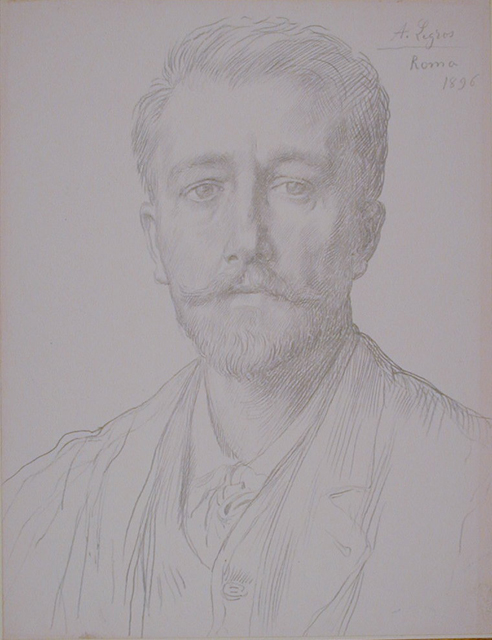
Чарльз Голройд у 1896 році. Малюнок Альфонса Легро

Чарльз Голройд народився в Поттерньютоні, Лідс, навчався в гімназії Лідса, а потім у Йоркширському науковому коледжі на гірничому інженерному факультеті. З 1880 по 1884 рік він здобув художню освіту під керівництвом професора Альфонса Легро в школі образотворчого мистецтва Слейда Університетського коледжу Лондона, викладаючи там з 1885 по 1891 роки. Голройд, Вільям Странґ і Дж. Б. Кларк є трьома учнями Легро, згаданими в «Історії гравіювання та офорту» (англ. A History of Engraving and Etching) Артура М. Гінда.
Після шести місяців у Ньюліні, де він написав свою першу картину, виставлену в Королівській академії мистецтв, «Рибалки лагодять вітрила» (англ. Fishermen Mending a Sail; 1885), він отримав стипендію на подорож і два роки навчався в Італії, перебування там сильно вплинуло на його мистецтво. У Римі він познайомився із художницею Фанні Фаншо Макферсон, з якою вони одружилися 1891 року. 21 вересня 1892 року у них народився єдиний син, Майкл (англ. Michael).
Повернувшись на запрошення Легро, він працював два роки асистентом-майстром у школі образотворчого мистецтва Слейда, де присвятив себе живопису та офорту.

### Кар'єра
Серед його картин можна назвати «Смерть Торріджано» (англ. The Death of Torrigiano; 1886), «Король-сатир» (англ. The Satyr King; 1889), «Вечеря в Еммаусі» (англ. The Supper at Emmaus) і, мабуть, найкращу його картину «Пан і селяни» (англ. Pan and Peasants; 1893).
Для церкви Авелі, в Ессексі, він написав триптих для вівтаря «Поклоніння пастухів» (англ. The Adoration of the Shepherds) із бічними секціями, що представляють «Святого Михаїла» та «Святого Гавриїла», а також розробив вікно «Воскресіння» (англ. The Resurrection). Його портрети, такі як «портрет Ґ. Ф. Воттса» (англ. GF Watts, RA), королівського академіка, зроблений у манері Легро, демонструють значну гідність і відмінність.
Голройд став відомим як гравер з винятковими здібностями, поєднуючи силу з делікатністю та глибокими технічними знаннями в мистецтві. Серед найвідоміших робіт — серії «Монте-Олівето» (англ. Monte Oliveto), «Ікар» (англ. Icarus), «Монте-Субасіо» (англ. Monte Subasio) та «Єва» (англ. Eve), а також роботи «Втеча до Єгипту» (англ. The Flight into Egypt), «Блудний син» (англ. The Prodigal Son), «Сарай на Тадворт-Коммон» (англ. A Barn on Tadworth Common; вигравіровано просто неба) і «Шторм» (англ. The Storm). Його вигравірувані голови професора Легро, лорда Леонарда Кортні, а також «Ніч» (англ. Night), викликають захоплення як знаннями, так і подобою. Його основна робота методом «сухої голки» — «Купальниця» (англ. The Bather).

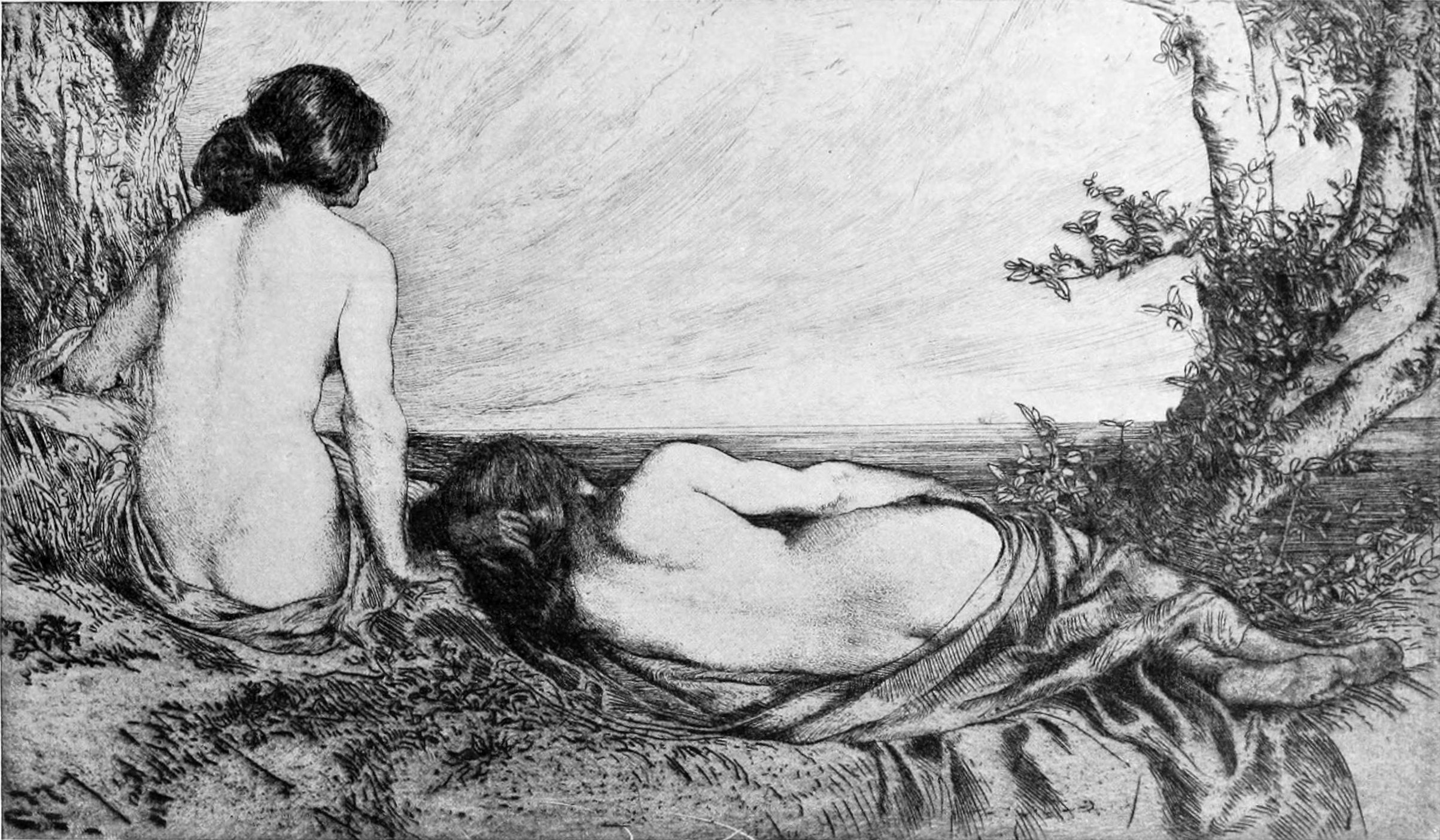
«Німфи біля моря»

Відповідно до одинадцятого видання Британської енциклопедії:
|  | [у] всіх своїх роботах Голройд демонструє дивовижну щирість, тонке відчуття композиції та стилю, поєднане з незалежним і сучасним почуттям Оригінальний текст (англ.) [i]n all his work Holroyd displays an impressive sincerity, with a fine sense of composition, and of style, allied to independent and modern feeling |

У 1897 році його призначили першим хранителем Національної галереї британського мистецтва (Тейт), а після виходу на пенсію сера Едварда Пойнтера в 1906 році він дістав посаду директора Національної галереї. Багато важливих доповнень до колекції зроблено під час його керівництва, головним з них була «Венера Рокебі» Веласкеса. Він також організував передачу значної частини спадщини Вільяма Тернера до галереї Тейт.
Голройд був членом Міжнародного товариства скульпторів, художників і граверів, посвячений у лицарі в 1903 році. Він був активним членом Гільдії робітників мистецтва і був обраний майстром у 1905 році. Його робота «Мікель Анджело Буонарроті» (англ. Michael Angelo Buonarotti; Лондон, Дакворт, 1903) є науковою працею справжньої цінності. Помер 19 листопада 1917 року.

## Виноски
1. 1 2 3 4  RKDartists
2. 1 2  Charles Holroyd — OUP, 2006. — ISBN 978-0-19-977378-7
3. ↑  KulturNav — 2016.
4. ↑  https://www.workwithdata.com/person/charles-holroyd-1861
5. 1 2  Чеська національна авторитетна база даних
6. ↑  Identifiants et Référentiels — ABES, 2011.
7. 1 2 3  Herring, Sarah (30 травня 2013) [2004]. Holroyd, Sir Charles (1861–1917). Oxford Dictionary of National Biography (вид. online). Oxford University Press. doi:10.1093/ref:odnb/33961. (Необхідна підписка або членство в публічній бібліотеці Сполученого Королівства .)
8. ↑  Arthur Mayger Hind, A History of Engraving and Etching from the fifteenth century to the year 1914 (Courier, new impression, 2011), p. 387
9. 1 2 3 4 5 6 7   Одне або декілька з попередніх речень включає текст з публікації, яка тепер перебуває в суспільному надбанні:
Chisholm, Hugh, ред. (1911). Holroyd, Sir Charles. // Encyclopædia Britannica (англ.). Т. 13 (вид. 11-те). Cambridge University Press. с. 618.
10. ↑  Roger Morgan (2021). Sir Charles and Lady Frances Holroyd. Artists resident in Epsom for some years around 1900 (англ.) . eehe.org.uk.
11. ↑  "No. 26884". The London Gazette. 20 August 1897. p. 4677.
12. ↑  "No. 26888". The London Gazette. 3 September 1897. p. 4944.
13. ↑  Chisholm, Hugh, ed. (1922). "Holroyd, Charles". Encyclopædia Britannica. Vol. 31 (12th ed.). London & New York: The Encyclopædia Britannica Company. p. 381.
14. ↑  The International Society of Sculptors, Painters and Gravers. Mapping the Practice and Profession of Sculpture in Britain and Ireland 1851–1951. Glasgow University. Архів оригіналу за 1 липня 2013. Процитовано 31 травня 2013. [Архівовано 2013-07-01 у Wayback Machine.]
15. ↑  "No. 27630". The London Gazette. 29 December 1903. p. 8563.
16. ↑  The Years Art. 1905. с. 142.
17. ↑  "No. 30551". The London Gazette. 1 March 1918. p. 2659.

## Для подальшого читання
- Dodgson, Campbell Sir Charles Holroyd's Etchings The Print Collector's Quarterly 1923 Oct Vol 10, No. 3, p309.
- Dodgson, Campbell Etchings of Sir Charles Holroyd (Catalogue — partial) The Print Collector's Quarterly 1923 Oct Vol 10, No. 3, p322.
- Dodgson, Campbell Etchings of Sir Charles Holroyd (Catalogue, continued) The Print Collector's Quarterly 1923 Dec Vol 10, No. 4, p347